# NGC 4449
NGC 4449 је галаксија у сазвежђу Ловачки пси која се налази на NGC листи објеката дубоког неба.
Деклинација објекта је + 44° 5' 42" а ректасцензија 12h 28m 11,3s. Привидна величина (магнитуда) објекта NGC 4449 износи 9,4 а фотографска магнитуда 10,0. Налази се на удаљености од 3,380 милиона парсека од Сунца. NGC 4449 је још познат и под ознакама UGC 7592, MCG 7-26-9, CGCG 216-5, PGC 40973.